# Fragma
Fragma is een Duitse danceact. De grote man achter Fragma is de Duitser Ramon Zenker, die het project startte naast zijn band Hardfloor. Zenker werkt hierbij samen met de producers Marco Duderstadt (1979) en Dirk Duderstadt (1977). De groep maakt een mengsel van house, trance en eurodance.

## Geschiedenis
Fragma was in 1999 een initiatief van de jonge gebroeders Duderstadt en de ervaren Ramon Zenker. In 1999 produceerden ze als Fragma het nummer Toca Me. Het werd een bescheiden hit in de hitlijsten. In 2000 mixte Fragma Toca Me met het nummer I Need A Miracle van Coco Star. Zo ontstond Toca's Miracle. Het nummer behaalde de eerste plaats in Groot-Brittannië en een toptiennotering in Oostenrijk, Ierland, Denemarken en Noorwegen. Achter de schermen was het nummer echter aanleiding voor een jarenlange juridische strijd. Aanvankelijk stemde de originele zangeres in met het gebruik van haar vocalen en trad ze zelfs namens Fragma met het nummer op. Het uitblijven van royalty's en de juiste erkenning zorgde echter voor een groot conflict dat nog jarenlang bleef nazinderen.
In 2001 verscheen het album Toca. Het merendeel van de nummers werd gezongen door Damae. Van het album kwamen de hits Everytime You Need Me met zangeres Maria Rubia en You are alive met Damae. In 2002 kwam het album Embrace uit. Hieruit kwamen de singles "Say that you're here", "Embrace me", en "Time and time again".
In 2006 liet Fragma weer van zich horen met de hit Radio Waves, waarop zangeres Kirsty Hawkshaw te horen was. De producers raakten echter in conflict met Hawkshaw over het uitblijven van royalty's, waardoor het nummer uit de handel ging. In 2008 hadden ze weer een hit met Memory. In 2014 maakte Paul Oakenfold een coverversie van Toca Me voor zijn album Trance Mission.

## Discografie

### Studioalbums
- 2001 – Toca
- 2002 – Embrace

### Singles
| Single met hitnotering(en) in de Vlaamse Ultratop 50 | Datum van verschijnen | Datum van binnenkomst | Hoogste positie | Aantal weken | Opmerkingen |
| ---------------------------------------------------- | --------------------- | --------------------- | --------------- | ------------ | ----------- |
| Toca's Miracle                                       | 2000                  | 08-07-2000            | 24              | 13           |             |
| Everytime You Need Me                                | 2001                  | 03-03-2001            | 46              | 3            |             |

| Single met eventuele hitnotering(en) in de Nederlandse Top 40 | Datum van verschijnen | Datum van binnenkomst | Hoogste positie | Aantal weken | Opmerkingen             |
| ------------------------------------------------------------- | --------------------- | --------------------- | --------------- | ------------ | ----------------------- |
| Toca Me                                                       | 1999                  |                       | tip4            |              | Dancesmash op Radio 538 |
| Toca's Miracle                                                | 2000                  |                       | tip2            |              |                         |
| You Are Alive                                                 | 2001                  |                       | tip18           |              |                         |
| Everytime You Need Me                                         | 2001                  | 10-02-2001            | 33              | 4            | Dancesmash op Radio 538 |
| Radio Waves                                                   | 2006                  |                       |                 |              |                         |
| Toca's Miracle (Richard Durand Remix)                         | 2007                  | 23-11-2007            | 18              | 11           |                         |
| Memory (Klaas Radio Edit)                                     | 2008                  | 27-12-2008            | 20              | 5            |                         |